# Vysshaya Liga 1996
La Vysshaya Liga 1996 fue la quinta edición de la máxima categoría del fútbol ruso desde la disolución de la Unión Soviética. El campeón fue el Spartak Moscú, que le ganó el partido desempate al Alania Vladikavkaz.
El goleador del campeonato fue Aleksandr Máslov, del Rostselmash Rostov.

## Tabla de posiciones
|  | Pos. | Equipo                    | Pts | PJ | PG | PE | PP | GF | GC | DG  |
|  | ---- | ------------------------- | --- | -- | -- | -- | -- | -- | -- | --- |
|  | 1.   | Spartak Moscú             | 72  | 34 | 21 | 9  | 4  | 70 | 34 | +36 |
|  | 1.   | Alania Vladikavkaz        | 72  | 34 | 22 | 6  | 6  | 64 | 35 | +29 |
|  | 3.   | Rotor Volgogrado          | 70  | 34 | 21 | 7  | 6  | 58 | 27 | +31 |
|  | 4.   | Dinamo Moscú              | 67  | 34 | 20 | 7  | 7  | 60 | 35 | +25 |
|  | 5.   | CSKA Moscú                | 66  | 34 | 20 | 6  | 8  | 58 | 35 | +23 |
|  | 6.   | Lokomotiv Moscú           | 55  | 34 | 15 | 10 | 9  | 46 | 31 | +15 |
|  | 7.   | Baltika Kaliningrad       | 46  | 34 | 12 | 10 | 12 | 44 | 35 | +9  |
|  | 8.   | Lokomotiv Nizhny Novgorod | 45  | 34 | 13 | 6  | 15 | 39 | 50 | -11 |
|  | 9.   | Krylia Sovetov            | 45  | 34 | 12 | 9  | 13 | 31 | 38 | -7  |
|  | 10.  | Zenit                     | 43  | 34 | 13 | 4  | 17 | 32 | 37 | -5  |
|  | 11.  | Rostselmash               | 41  | 34 | 11 | 8  | 15 | 58 | 60 | -2  |
|  | 12.  | Torpedo-Luzhniki          | 41  | 34 | 10 | 11 | 13 | 42 | 51 | -9  |
|  | 13.  | Chernomorets Novorossiysk | 39  | 34 | 11 | 6  | 17 | 38 | 51 | -13 |
|  | 14.  | KAMAZ                     | 36  | 34 | 10 | 6  | 18 | 43 | 57 | -14 |
|  | 15.  | Zhemchuzhina Sochi        | 36  | 34 | 10 | 6  | 18 | 38 | 57 | -19 |
|  | 16.  | Uralmash                  | 33  | 34 | 8  | 9  | 17 | 38 | 57 | -19 |
|  | 17.  | Tekstilshchik Kamyshin    | 24  | 34 | 4  | 12 | 18 | 25 | 48 | -23 |
|  | 18.  | Lada Toliatti             | 18  | 34 | 4  | 6  | 24 | 18 | 64 | -46 |

Pts = Puntos; PJ = Partidos jugados; PG = Partidos ganados; PE = Partidos empatados; PP = Partidos perdidos; GF = Goles a favor; GC = Goles en contra; DG = Diferencia de gol
|  | Clasificado para la segunda fase previa de la Liga de Campeones de la UEFA 1997-98 |
|  | Clasificado para la segunda fase previa de la Copa de la UEFA 1997-98              |
|  | Clasificado para la primera ronda de la Recopa de Europa 1997-98                   |
|  | Clasificado para la Copa Intertoto de la UEFA 1997                                 |
|  | Descendido a la Primera División 1997                                              |

### Partido desempate por el título
El Alania y el Spartak finalizaron la temporada en lo más alto con la misma cantidad de puntos, el título se decidió a partido único.
| 16 de noviembre de 1996 | Spartak Moscú            | 2–1     | Alania Vladikavkaz | Estadio Petrovsky, San Petersburgo,                  |                                                      |
|                         | Tsimbalar 6' Tíjonov 84' | Reporte | Kaníschev 88'      | Asistencia: 24,000 espectadores Árbitro(s): Bezubiak | Asistencia: 24,000 espectadores Árbitro(s): Bezubiak |

| Rusia                           |
| Campeón Spartak Moscú 4° título |

## Goleadores
| #  | Jugador             | Goles | Equipo       |
| -- | ------------------- | ----- | ------------ |
| 1  | Aleksandr Máslov    | 23    | Rostselmash  |
| 2  | Oleg Vereténnikov   | 19    | Rotor        |
| 3  | Dmitri Chéryshev    | 17    | Dinamo       |
| 4  | Vladímir Niederhaus | 16    | Rotor        |
|    | Andréi Tíjonov      | 16    | Spartak      |
| 6  | Valeri Kechinov     | 13    | Spartak      |
|    | Oleg Teriojin       | 13    | Dinamo       |
| 8  | Serguéi Bulatov     | 12    | Baltika      |
|    | Andréi Kóbelev      | 12    | Dinamo       |
| 10 | Mirjalol Qosimov    | 11    | Alania       |
|    | Mujsín Mujamadíev   | 11    | Lokomotiv NN |
|    | Nazím Suleimánov    | 11    | Alania       |
|    | Bajva Tedéyev       | 11    | Alania       |